# Prix Jean-Paul

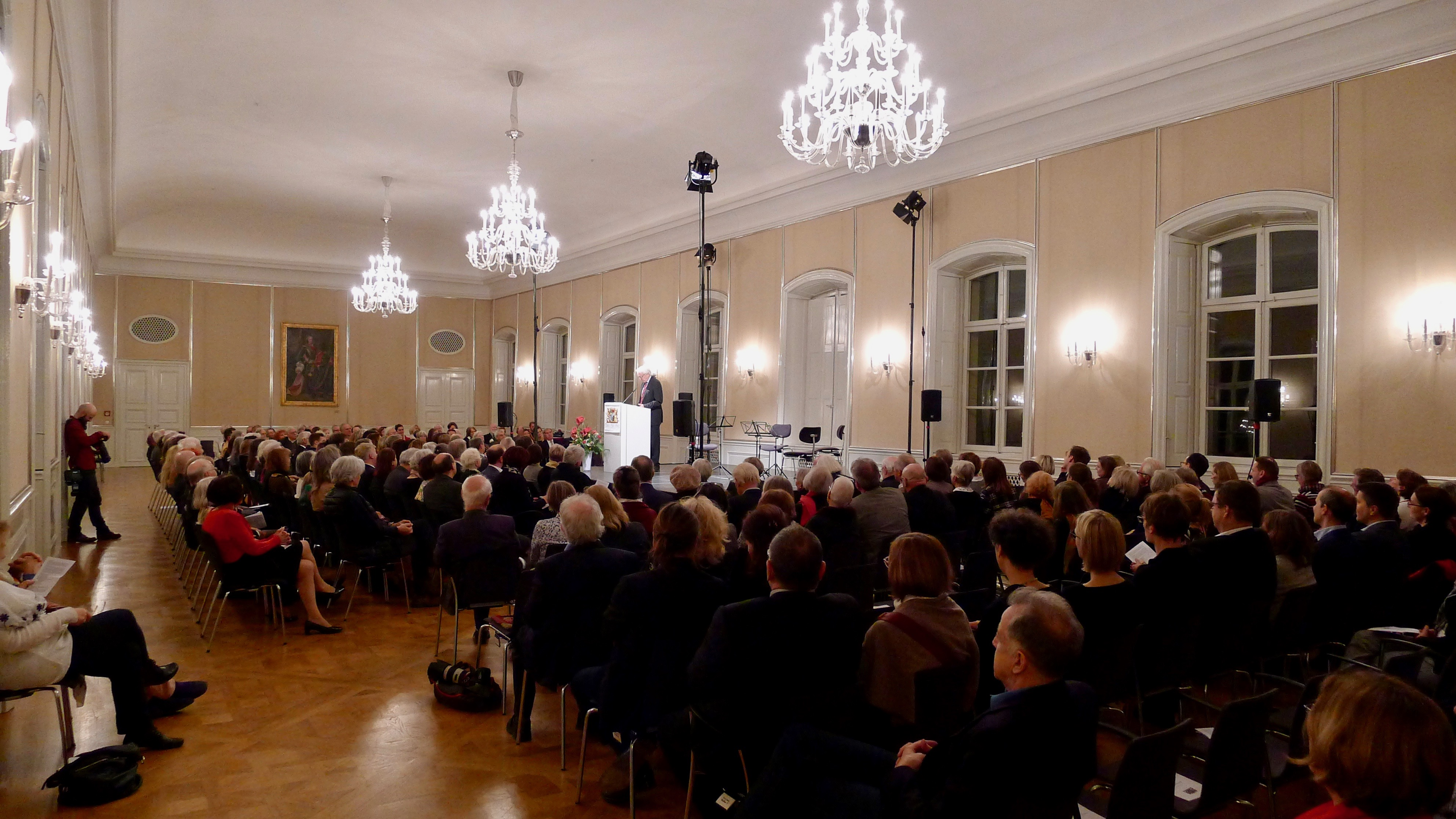
Remise du prix Jean Paul 2019 dans la salle de Hubertus du château de Nymphenburg.

Le  prix Jean-Paul (Jean-Paul-Preis) est un prix littéraire décerné par la Bavière tous les deux ans jusqu'en 2002, en alternance avec le Karl-Vossler-Preis (en), comme prix de littérature bavaroise. Le prix en l'honneur de Jean Paul est doté de 15 000 euros et récompense l'œuvre littéraire complète d'un écrivain de langue allemande.

## Lauréats
- 1983 : Hans Egon Holthusen (en)
- 1985 : Friedrich Dürrenmatt
- 1987 : Botho Strauß
- 1989 : Horst Bienek
- 1991 : Hermann Lenz
- 1993 : Gertrud Fussenegger
- 1995 : Siegfried Lenz
- 1997 : Günter de Bruyn
- 1999 : Herbert Rosendorfer (en)
- 2001 : Gerhard Polt (en)
- 2003 : Thomas Hürlimann
- 2005 : Sarah Kirsch
- 2007 : Uwe Dick (de) (1942-)
- 2009 : Eckhard Henscheid
- 2011 : Brigitte Kronauer
- 2013 : Petra Morsbach
- 2015 : Gerhard Roth
- 2017 : Alexander Kluge
- 2019 : Ursula Krechel[1]
- 2021 : Barbara Honigmann
- 2023 : Nico Bleutge[2]